# Daniel Stilinovic
Daniel Stilinovic, né le 6 septembre 1947 à Paris, est un magistrat et auteur français.

## Biographie

### Famille
Daniel Stilinovic est né le 6 septembre 1947 à Paris.

### Exposition médiatique et sanctions administratives
En poste au parquet du tribunal de grande instance d'Auxerre de janvier 1981 à juin 1984 en tant que substitut du procureur de la République, Daniel Stilinovic a été mis en cause dans le traitement judiciaire de l'affaire dite « des disparues de l'Yonne » (disparitions de sept jeunes femmes déficientes mentales, intervenues entre 1975 et 1981 dans le ressort de ce tribunal).
Le 17 avril 2002, au vu d'un second avis du Conseil supérieur de la magistrature concernant le traitement judiciaire de l'affaire « des disparues de l'Yonne », Marylise Lebranchu, ministre de la justice, prononce à l'égard de Daniel Stilinovic la sanction de mise à la retraite d'office. Par décret du 18 juin 2002, le président de la République Jacques Chirac le radie des cadres de la magistrature à compter du 2 mai 2002.
Daniel Stilinovic conteste devant la juridiction administrative ces deux sanctions et obtient gain de cause.
Le Conseil d'État estime d'une part, que le ministre de la justice a méconnu l’étendue de sa compétence et entaché sa décision d’une erreur de droit en ayant publiquement décidé de s'en remettre ad nutum à l'avis du Conseil supérieur de la magistrature « quel qu’il fût », ceci équivalant à un renoncement « à exercer le pouvoir d’appréciation qu’en application de la Constitution[...]il lui appartient de mettre en œuvre ».
D'autre part il estime que le ministre a commis une erreur manifeste dans l’appréciation de la gravité des faits qui pouvaient être reprochés à l’intéressé puisqu'il ne pouvait être reproché au substitut « d’autre faute que celle ayant consisté à ne pas informer le procureur de la République des conclusions du procès-verbal et de la transmission de ce document au juge d’instruction ». Cette dernière bien que revêtant le caractère d'un « manquement aux devoirs de l’état de magistrat, de nature à justifier une sanction disciplinaire » et d'« un manquement à l’honneur de la profession de magistrat » selon le Conseil d'État, ne pouvait entraîner une sanction aussi importante au regard des circonstances.
Le Conseil d'État affirme par ailleurs dans son arrêt que « Monsieur Stilinovic ne peut être tenu pour responsable de l'enlisement de l'enquête » et relève de surcroît que malgré le fait que l'implication d'Émile Louis paraissait peu vraisemblable au parquet d’Auxerre qui privilégiait l’hypothèse de la fugue et que ni les parents des disparues, ni la DDASS à laquelle elles étaient confiées ne s’étaient manifestés à la suite de leurs disparitions, il avait pourtant « encouragé l’adjudant-chef Jambert dans ses recherches et lui avait demandé de lui remettre son procès-verbal avant qu’il ne quitte ses fonctions à Auxerre ».
Daniel Stilinovic a toujours expliqué que l’adjudant Christian Jambert ne lui avait pas demandé de reprendre une enquête, et que c'était lui, en tant que substitut, qui lui avait demandé de réaliser cette enquête. En conséquence, le Non anonyme a été apposé sur le soit-transmis après que celui-ci eut été transmis au juge d'instruction. Une expertise graphologique effectuée bien plus tard tendrait à désigner ce magistrat instructeur comme pouvant être l'auteur de  l'inscription Non.

## Œuvre

### Romans
- Stilo le héros, roman, 1998, éditions Belfond
- Voyage au pays de la présomption d'innocence, essai sur le fonctionnement de notre justice pénale, 1999, éditions Bibliophane
- Des vieux papiers, roman policier, 2005, éditions du Cherche Midi
- On sera rentrés pour les vendanges, 2012, éditions PGDR  (ISBN 978-2-36371-045-1)

### Théâtre
Daniel Stilinovic est l'auteur de trois pièces de théâtre :
- L’Invité surprise (2003) ;
- Zanimo-zanimo (2004) ;
- Ils sont trop laids pour qu’on les aime (2007).

### Cinéma
- Le Tombeau de la garde (2012) moyen métrage : dialoguiste et co-scénariste[6].